# Кристина Милијан
Кристина Флорес (енгл. Christine Flores; Џерзи Сити, 26. септембар 1981), познатија као Кристина Милијан (енгл. Christine Milan), америчка је глумица, певачица и текстописац. Рођена је у Њу Џерзију, али је одрасла у Мериленду. Кристина је потписала уговор са издавачком кућом Def Jam, када је имала 19 година. Године 2001. објавила је први студијски албум под називом Christina Milian, а који садржи синглове AM to PM и When You Look at Me. Сингл AM to PM био је међу четрдесет најбољих синглова на америчкој листи Билборд хот 100, а оба албумска сингла била су међу првих три на листи синглова у Уједињеном Краљевству. Године 2004. објавила је други студијски албум под називом It's About Time, који садржи песму Dip It Low која је била пета на америчкој Билборд листи. Whatever U Want објављен је као други албумски сингл. Оба сингла била су међу десет најбољих на листи синглова у Уједињеним Краљевству.
Године 2006. Кристина је објавила трећи студијски албум под називом So Amazin', а на њему се нашао сингл Say I који је био међу тридесет најбољих синглова на Билбордовој листи. Месец дана након објаљивања албума So Amazin', Кристина је потврдила да напушта издавачку кућу Island Record због креативних разлика, а 2009. године потписује уговор са Interscope records. Сингл балада Us Against the World објављена је у октобру 2012. године. Године 2012. Кристина је потписала уговор са издавачком кућом Young Money, како би објавила четврти студијски албум.
Кристина је првобитно желела да буде глумица. Њена прва улога била је у филмској комедији  Young Money из 2003. године, а након тога имала је главну улогу у филму Буди кул и хорор филму Пулс из 2006. године. Мању улогу имала је у филму Све моје бивше, а након тога главну улогу у филму Покажи шта знаш: Борба до краја. Кристина је такође глумила у филму Божићни Купидон, ТВ канала Freeform, заједно са Чедом Мајклом Маријем и Ешли Бенсон. У периоду од 2015. до 2016. глумила је у ситкому Млади деда, а од 2018. године у америчкој крими серији Заклетва.

## Биографија
Кристина Милијан рођена је 26. септембра 1981. године у Џерзи Ситију и има кубанско порекло. Њени родитељи су Дон Флорес и Кармен Милијан, а одгајили су је у Волдорфу у Мериленду. Кристина је променила своје презиме у Милијан, девојачко презиме своје мајке, у нади да ће добити већи спектар глумачких улога. Кристина има две млађе сестре, Данијел и Елизабет. Кристина је имала пет година када је први пут показала интересовање за сценске наступе, а родитељу су у раном детињству открили њен таленат. Као дете била је веома маштовита и креативна, а гледање телевизије и слушање радија значајно је утицлао на њу. До своје девете године, Кристина је учествовала на неколико аудиција за таленте, снимала рекламе и играла главну улогу у мјузиклу Ани. Кристинина мајка приметила је њен таленат, напустила мужа и заједно са своје три ћерке преселила се у Лос Анђелес, када је Кристина имала тринаест година. Њен отац је морао да остане у Мериленду због посла, а убрзо након тога развео се са Кристинином мајком.
Када се преселила у Лос Анђелес, Кристина је желела да постане глумица. Одувек је желела да буде у дискографском послу, али није могла да добије уговор о снимању. Кристина је добила улогу Тине у серији Филмски сурфери, која се емитовала на Дизни каналу. Продуцент Родни Џеркинс чуо је за Кристину како пева и успоставио контакт са њом, како би почели сарадњу. Годину и по дана Кристина је свакодневно одлазила у студио и радила са Џеркинсом, где је почела да упознате људе из дискографских кући. Песме је почела да пише са седамнаест година, а требала је да сними демо како би добила уговор о снимању. Како је Кристина истакла, сваки пут када би снимила песму продуцент би је одбио.
Кристина је такође сувласник компаније Вива Дива Вајнс, заједно са својом мајком и менаџерком Кармен Милијан, као и са својим публицистом Робином Сантијагом. У фебруару 2009. године поједини медији писали су да се Кристина забавља са музичарем Дримом. Крајем маја 2009. године објављена је информација да ће се пар венчати, што је учињено у јуну исте године у Лас Вегасу. Дана 4. септембра 2009. године Криситна и Дрим елопирали су у Лас Вегасу. ТВ канал МТВ известио је да ће се Кристина и Дрим поново венчати у Риму, а да ће затим обновити своје завете у Сједињеним Америчким Државама пред породицом и пријатељима. Дана 11. септембра 2009. године пар је обавестио медије да очекју дете. Кристина је родила ћерку 26. фебруара 2010. године, њено прво а Дримово четврто дете, троје има са бившом супругом и певачицом Нивеом. Кристина је ћерку васпитала тако што ју је учила шпански језик и учила је да кува кубанску храну. Дрим и Кристина растали су се 2009. године, а званично развели 31. октобра 2011. године. У септембру 2010. године Кристина је почела да се забаља са Џејсмом Принсом, а они су се верили у априлу 2013. године. Кристина се одселила из њене и Џејсмове куће 19. јуна 2014. године, а они су након тога прекинули емотивну везу.
У јулу 2014. године медији су писали како се Кристина забавља са репером Лил Вејном, са којим је виђена на додели награда ЕСПИ. Они су касније признали да су били у вези средином 2005. године, због чега су критиковани од текстописца Дрима и певачице Нивее. Прекинули су контакт 2015. године, а до тада су сарађивали на великом броју синглова, видео спотова и одржавали заједнички концерте. У лето 2017. године Кристина се забављала са Брендоном Вилсом, играчем америчког фудбала. Кристина је у вези са француским певачем М. Покором од августа 2017. године. У лето 2019. године пар је објавио да очекују дете, а сина су добили 20. јануара 2020. године.

## Каријера

### 2001—2002: Нови албум, уговор и глума
Кристина је свој професионални музички пут започела када је гостовала на студијском албуму 3:36, репера Џа Рула, гостујући на песмама Between Me и You. Песма је објављена као водећи албумски сингл 2000. године, а била је једанаеста на музичкој листи Билборд хот 100 и на тридесетом месту листе синглова у Уједињеном Краљевству. Кристина је учествовала у писању и извела позадинске вокале на песми Play од Џенифер Лопез, која се нашла на њеном албуму J.Lo. Такође, Кристина је коауторка песме Same Ol' Same Ol, другог сингла женске музичке групе P.Y.T на њиховом дебитанском албуму PYT (Down with Me) из 2001. године.
Кристина је сарађивала са Џа Рулом, што је довело до тога да је певачица потписала уговор са издавачком кућом . Након тога, отпутовала је у Шведску и снимила дебитански албум под називом . Албум је објављен 9. октобра 2001. године у Уједињеном Краљевству, где је био на двадесет и трећем месту листе албума, а продат је у 101.986 примерака. Албум је био на тридесет и шестом месту листе у Холандији и деведесет и осмом месут листе у Шведској. Издање албума у Сједињеним Америчким Државама је одложено због напада 11. септембра 2001. године, који се догодио две недеље пре објављивања албума. Ипак Кристина се на крају ипак одлучила да га уопште не објави преко издавачких кућа.  За албум су снимљени синглови AM to PM и When You Look at Me, о оба су се нашла на листама широм света и доживела комерцијални успех. Спот за песму Get Away снимљен је у Паризу, али песма није званично објављена као сингл. Албум је добио помешане критике, углавном позитивне.  Након тога, Кристина је учествовала у снимању песме It's All Gravy британског репера Ромеа, а она је у Уједињеном Краљевству доживела комерцијални успех. Након тога певачица је снимила песму Call Me, Beep Me!, која се појавила у анимираној серији Ким Опаснић. Након тога, певачица је сарађивала са Хилари Даф на божићном албуму Santa Claus Lane, а на песми I Heard Santa on the Radio.

„Срећна сам што никада нисам била успешна глумица која се бавила музиком. Али сада када ме људи познају по мојој музици, дефинитивно је то испало добро за моју глумачку каријеру”.

Кристина Милијан о својој музичкој и глумачкој каријери.
Иако је Кристина најпознатија по својој певачкој каријери, првобитно је желела да буде глумица. На питање да ли више воли певање или глуму, Кристина је истакла да су и једно и друго њена страст, али ако би морала да бира између та два, изабрала би музику. Истакла је да воли изазове, да пише, слуша музику и наступа уживо на позорници.
Прву глумачку улогу Кристина је имала на Дизни каналу када је приступила Мики Маус клубу и појавила се у филму Филмски сурфери. Нако тога, она је имала улогу на телевизији и филму, укључујући улоге у ТВ серијама Сестре, сестре, Паметан момак, Буди реалан, као и у филмовима The Wood и Америчка пита. Године 2002. Кристина је постала водитељка такмичарске серије Becoming Presents: Wannabe on MTV где је упознала режисера Џозефа Кана, који је предложио Кристини аудицију за главну улогу у филму Обртни моменат. Кристина је била успешна на аудицији и добила је мању улогу у филму. Након тога глумила је у својој првој главној улози, у филму Љубав нема цену. Кристина је описана као узор младим девојкама, а сарађивала је са добротворном организацијом Children Uniting Nations која помаже незбринутој деци, а истиче да јој је најдража добротворна организација Penny Lane foundation. Певачици је додељена хуманитарна награда за прикупљање финансијских средстава за донацију „Елтон Џон”, која помаже деци.

### 2003—2004: Други студијски албум и наставак глуме
„Мој први сингл AM to PM са мог последњег албума био је више од дечије песме, поп жанра. Нови сингл је више ритам и блуз жанра, што је новина због које сам узбуђена. Већ имам 22 године и дошло је до неке зрелости у мени, а људима је драго да виде ову промену.”

Кристина о својој зрелости, која је утицала на њн рад.
Људи из издавачке куће Island Def Jam приметили су значајну промену у Кристинином певању, а сматрају да је то збунило публику и да је због тога опала продаја њених материјала. Године 2003. Кристинина издавачка кућа Def Soul престала је са радом, а сва права припала су компанији Def Jam иако је Кристина потписала уговор са издавачком кућом . Након међународног издања дебитанског албума, певачица се вратила у студио како би снимила још песама. Кристина је осећала да су се музички трендови променили у рок, хип хоп и обраде песама, а њена музика не спада у те категорије. Након тога одлучила је да прекине снимање и провела у иностранству годину дана. Када се вратила у Сједињене Државе одлучила је да неће објавити свој претходни албум на домаћем нивоу, већ је почела да ради на новом албуму. Након тога путовала је светом са продуцентом Брајаном Мајклом Коксом и Полил Полом.
Кристинин други студијски албум под називом  објављен је у Сједињеним Државама 13. јуна 2004. године. Албум је добио мешовите критике, клупске нумере од којих је најистакнутија Dip It Low су похваљене, док су баладе према речима музичких критичара била разочаравајуће. Стил и звук албума неколико критичара упоредило је са стилом Бијонсе и Џенифер Лопез. Кристина је касније признала да је њен нови имиџ за песму Dip It Low направљен како би она показала да није више незрела девојка која се појавила у споту песме AM to PM. Кристина је променила имиџ, а била је инспирисана Џенет Џексон, која је непрестано мењала свој имиџ. Кристина је истакла да је албум It's About Time више ритам и блуз жанра у поређењу са њеним првим студијским албумом.
Водећи сингл албума Dip It Low био је више клупска и ритам и блуз нумера, него нумере на њеном првом албуму. Кристина је наступала на турнејама Ашера и Канје Веста као подршка, а и како би промовисала свој нови албум. Албум је дебитовао на четрнаестом месту листе Билборд 200, био на двадесет и првом месту листе албума у Уједињеном Краљеству, укупно је продат у 382.000 примерака и добио је номинацију за Греми награду у категорији за „Најбољи савремени р'н'б албум”, 2005. године. Први албумски сингл Dip It Low постао је највећи хит Кристине до тада и био је на другом месту листе синглова у Уједињеном Краљевству и на петом месту листе у Сједињеним Америчким Државама. Синглу је додељен златни сертификат од стране Америчког удружења дискографских кућа за дигиталну продају, а добио је и номинацију за Греми награду у категорији  за „Најбољу реп/вокалну сарадњу”. Други албумски сингл Whatever U Want снимљен у сарадњи са Џо Баденом није постигао комерцијални успех, али се нашао мешу десет најбољих синглова у Уједињеном Краљевству.
Кристина је глумила у филму Буди кул, наставку филма Ухватите малог, заједно са Џон Траволтом и Умом Турман, а снимила је и две песме за саундтрек албума. Након тога била је на аудицији за главну улогу у филму Пулс, где је глумила са Ијаном Самерхолдером и Кристен Бел. Филм представља римејк јапанског филма Каиро из 2001. године. Снимање филма одржало се у Румунији, у периоду који је био прилично стресан за Кристину, где је трпела расну дескриминацију и открила да ју је емотивни партнер Ник Кенон варао. Кристина ссе такође појавила у две видео игре, Def Jam Vendetta (2003), где је имала улогу девојке Анђеле и у игри Need for Speed: Undercover (2008) где је по њој направљен лик Кармен Мендез и којој је позајмила глас.

### 2005—2006: Нови албум и сарадње
Док су Кристинини претходни албуми садржали поп и ритам и блуз стилове, Island Def Jam охрабрила је певачицу да циља нову публику са новим музичким жанром. Објашњавајући ову промену, Криситна је истакла да је један од главних проблема био тај што су њена претходна издања често имала мали успех и била релативно неуспешна на градским радио станицама. Као уметница која ради на истраживању и развоју, желела је да изгради своју сталну публику која би је подржавала дуго у каријери. Главна сврха промене жанра певачице била је врати музику на улице и да привуче већу пажњу публике.
Како би створила што урбанији албум. Кристина је имала листу продуцената са којима је желела да сарађује. Л.А Реид је предложио певачици да успостави контакт са Cool & Dre-ом, са којим је сарађивала на првом студијском албуму. Кристина је сарађивала са Cool & Dre-ом на већем делу албума, стварајући једанаест нумера. Албум је завршен за три месеца, док су претходни Кристинини албума снимани од шест месеци до годину дана.
Певачицин трећи студијски албум под називом  објављен је 16. маја 2006. године. Водећи албумски сингл под називом Say I снимљен је у сарадњи са репером Јаунг Јизијем и био је на четвртом месту синглова у Уједињеном Краљевству и на двадесет и првом месту листе у Сиједињеним Државама. So Amazin' дебитовао је на првом месту листе Билборд 200, продат је у 54.000 примерака током прве недеље од објављивања, а укупно у 163.000 примерака. Ван Сједињених Државама, албум је такође доживео успех. У Швацарској је био на педесет и петом месут листе албума, на шездесет и седмом месту листе у Уједињеном Краљевству и на сто тридесет и деветом месту листе у Француској. Албум је добио мешовите критике, једни од њих сматрају да албум показује разне стране личности, а да је требао да се фокусира само на једну.
У јуну 2006. године издавачка кућа Island Def Jam раскинула је уговор са Кристином. У интервјуу за Rap-Up, Кристина је открила да је избачена из издавачке куће након само недељу дана од објављивања албума. Певачица је истакла да је вероватно реч о смањивању буџета компаније и да издавачка кућа Island Def Jam жели да више пара потроши на Ријану. Истакла је да јој је у том тренутку било врло тешко. Након напуштања издавачке куће Деф Јам, Кристина је објавила први компилацијски албум под називом The Best of Christina Milian, 2006. године. Након објављивања албума So Amazin' 2006. године, Кристина је започела емотивну везу са Андреом Лионом из продукцијске куће . Пар је у фебруару 2009. године направио паузу у забављању. Кристина је истакла да су они још увек блиски и да им је тешко да се разиђу. Кристина је описала Лиона као невероватног момка и рекла да у будућности постоји шанса да буду заједно, али да она мора да се фокусира на себе.

### 2007—2010: Нови албум и пауза у музици
Након раскидања уговора са компанијом Island Def Jam, Кристина је потписала уговор са издавачком кућом MySpace records, 2008. године. Кристина је почела да пише песме и снима их у студију са бројним музичким продуцентима као што су Cool & Dre, The Runners и другима. Кристина је представљена на насловној страници магазина Rap-Up 2008. године у којој је објавила да ће нови албум носити назив Dream in Color, али је касније ипак назван Elope. Балада Us Against the World објављена је као сингл у октобру 2008. године, написала ју је Кристина, а продуцирао Мед Сајнист. Сингл који је Кристина описала као „кинематографску баладу о моћи”, приказан је премијерно преко Мајспејса 6. октобра 2008. године, а био је доступан за дигитално преузимање наредног дана. Након снимања са многим продуцентима, Кристина је одлучила да направи паузу у музици и започела је снимање филма Bring It On: Fight to the Finish. Након тога вратила се музици и концентрисала на промицију сингла Us Against the World и снимила видео спот за ту песму. Песме које су снимљене за албум укључују баладу Stay, Tug of War и песму Diamonds коју је певачица снимила заједно са Канје Вестом и Питблулом. 
Почетком 2009. године Кристина је сарађивала са Дримом, Кристофером Стрјуартом и Да Маестром, преко којег је потписала уговор са издавачком кућом . Кристина је открила да ће поред песме Us Against the World, Дрим и Трики Стрјуарт продуцирати и њене друге песме на албуму. У марту 2009. године истакла је да ће нови албум ипак звати Elope. У јуну 2009. године Дрим је истакао да је албум готов. У августу 2009. године Кристина је потврдила да је потписала нови уговор са компанијом Elope преко издавачке куће . Првобитно је планирано да албум буде објављен 2009. године, а Трики Стјуарт истакао је да је одглагање урађено јер је склопљено више уговора са издавачким кућама, па је то разлог зашто је пројекат одложен, али да је било и техничких проблема, као и да је Кристинаа имала брачни проблем са Дримом, због њене трудноће. У јануару 2010. године Кристина је истакла да се враћа у студио да снимило још песама. Иако је албум већ био готов, Кристина је узела паузу због трудноће. У октобру 2009. године Трики Стјуарт истакао је да још није изабран сингл који ће бити први албумски сингл албума Elope. Пријављени су избори песама Zipper, I'm a Cheat и Supersonic.
Кристина је глумила у главној улози божићног ТВ филма под називом Snowglobe, заједно са Лорејн Брако. Такође је била у главној улози шоуа Eight Days a Week као Оливија, заједно са Џенифер Лопез, али телевизија CW није приказала тај шоу. Након тога имала је мању улогу у филму Све моје бивше заједно са Метју Маконахијем, а након тога и главну улогу у филму Покажи шта знаш: Борба до краја. По Кристини је направљена улога Кармен Мендез у видео игри Need for Speed: Undercover, која је издата 2008. године.

### 2010—2014: Повратак музици и учешће у емисијама
Кристина је са снимањем требало да настави у јулу 2010. године, како би комплетирала албум, али је ипак одлучила да се фокусира на глумачку каријеру. Иако су Кристина и Дрим раскинули емотивну везу, заједно су наставили да раде и пишу песме. Године 2010. на Недељи моде у Лос Анђелесу, певачица је извела песме Zipper и Dip It Low. Након тога наставила је рад на четвртом студијском албуму 2008. године, али је његово објављивање каснило. На додели Америчких музичких награда 2010. године, истакла је да је спремна да се врати снимању музике и објављивању песама у 2011. години. У јуну 2011. године заједно са Џеки Бојезијем објавила је песму Memory  за тржиште Јапана, а она се нашла на његовом албуму . Ен-Би-Си је 27. октобра 2011. године објавио да ће Кристина бити дописник друштвених медија за емисију The Voice, као и да ће редовно комуницирати са обожаватељима путем Фејсбука и Твитера на Ен-би-си уживо програмима.
Дана 12. фебруара 2012. године Лил Вејн је изјавио да се Кристина придружила компанији Young Money Entertainmen, као и да ће четврти албум издати под окриљем њих. Након тога, на интернету је процурила Кристинина песма Mr. Valentine." У октобру 2012. године, Кристина је говорила о свом дебију за Young Money и истакла да има сјајан пословни однос са свима у компанији, као и да ће ускоро одабрати албумски сингл, за четврти студијски албум. У јулу 2013. године откривено је да ће Кристинин уговор са емисијом The Voice бити прекинут.
У лето 2013. године, Кристина је остварила сарадњу са браћом Стафорд и Лил Вејном на синглу Hello, који је био међу петнаест најбољих синглова на Билбордовој денс листи. У септембру 2013. године певачица се такмичила у седамнаестој сезони музичке емсије Плес са звездама, била је у пару са професионалним певачем Марком Баласом. Елиминисани су у петој недељи, а завршили на деветом месту у такмичењу. У јулу 2014. године, Кристина је најавила да је започела рад на новом микстејпу под називом . У новембру 2014. године у сарадњи са Лил Вејном сарађивала је на синглу Start a Fire, који је изведен на Америчким музичким наградама.

### 2015—данас: Нови микстејп и сарадње
Дана 18. јануара 2015. године, Кристина је дебитовала у свом ријалити шоу Christina Milian Turned Up. Ријалити је пратио свакодневни живот Кристине, њене мајке Кармен, Лиз и Данијел које су Кристинине сестре. Друга сезона ријалитија премијерно је приказана у новембру 2015. године. У марту 2015. године певачица је објавила неколико синглова, односно Rebel и We Ain't Worried, а последњи је коришћен током промоције њене модне линије одеће We Are Pop Culture.
У јулу 2015. године најавила је да ће објавили ЕП са пет песама и спотовима, као и да ће и даље сарађивама са редитељем Мајком Хоом. Такође истог месеца, извела је Националну химну Сједињених Државама на Американфесту, као и песму Like Me, коју је снимила са Снуп Догом. Неколико месеци касније, Кристина је објавила сингл Do It заједно са Лил Вејном. Њен ЕП под називом  објављен је 4. децембра 2015. године и он садржи четири песме са видео спотовима. Током 2016. године сарађивала је са Емси Харвијем на денс нумери We Own the Night, која је премијерно објављена 12. августа 2016. године. У јуну 2017. године појавила се у Фоксовом ТВ шоу Superhuman. Кристина је глумила у Нетфликсовој романтичној комедији Љубав на први поглед (2019), заједно са Адамом Демосом.

## Умешност
Кристинин глас је лагани лирични сопрано. Она је током каријере показала говорни распон гласа од Е63 фо Ф5. Тестура и тон њеног гласа природно су лагани у сваком квалитету, али она је показала да може да створи и високе и јаке тонове. Њен вокални стил често је упоређиван са вокалним стилом Поле Абдул. Дејвид Писнер из магазина Максим коментарисао је њен таленат и описао њен глас као „свиленкаст и дрзак”. Раније у каријери, Кристина је била углавном урбана поп и тинејџерска поп певачица, али како је сазрела и одрасла, звук јој је више ишао као хип хоп жанру са умереним елементима ритма и блуза на издањима t's About Time и So Amazin'.
Кристина је звук са њених албума описала као хип хоп звук, са лепим поп мелодијама. Њен сингл AM to PM описала је као врло поп нумеру, која је забавна и клупска песма. Жанр првог студијског албума певачице описан је као енергични ритам и блуз и поп. Критичари су Кристину често упоређивали са певачицом Алијом. Од стране критичара наглашено је да њен први студијски албум садржи поп форме Бритни Спирс и Кристине Агилере.

## Дискографија

### Студијски албуми
- Christina Milian (2001)
- It's About Time (2004)
- So Amazin' (2006)

### ЕП-ови
- 4U (2015)

## Филмографија

### Филмови
| Улоге Кристине Милијан у филмовима |                      |               |                   |          |
| Година                             | Српски назив         | Изворни назив | Улога             | Напомена |
| 1999.                              |                      |               | девојка која игра |          |
| 1999.                              | Америчка пита        |               | чланица бенда     |          |
| 1999.                              | Дуранго деца         |               | Елентор Ели       |          |
| 2003.                              | Љубав нема цену      |               | Парис Морган      |          |
| 2004.                              | Обртни моменат       |               | Нина              |          |
| 2005.                              | Газда у кући         |               | Ен                |          |
| 2005.                              | Буди кул             |               | Линда Мун         |          |
| 2006.                              | Пулс                 |               | Изабер Фуентес    |          |
| 2007.                              | Снегуљица            |               | Анђела Морено     |          |
| 2009.                              | Све моје бивше       |               | Кила              |          |
| 2010.                              | Божићни Купидон      |               | Слоејн            |          |
| 2013.                              | Пртљаг               |               | Тејлор            |          |
| 2018.                              | Сећања на Божић      |               | Ноел              |          |
| 2019.                              | Љубав на први поглед |               | Габријела         |          |

### Телевизија
| Улоге Кристине Милијан на телевизији |                          |               |                         |                                     |
| Година                               | Српски назив             | Изворни назив | Улога                   | Напомена                            |
| 1996.                                | Сестро, сестро           |               | девојка која пере аутор | у једној епизоди                    |
| 1997—1999                            | Паметан момак            |               | члепа девојка Кики      | у две епизоде                       |
| 1998.                                | Филмски сурфери          |               | Тина Флорес             |                                     |
| 1999.                                | Шоу Стива Харвија        |               | млада дама              | у једној епизоди                    |
| 1999.                                | Чари                     |               | Тери Лејн               | у једној епизоди                    |
| 1999.                                | Откачена плавуша         |               | Меган                   | у две епизоде                       |
| 1999.                                | Буди реалан              |               | Тениша                  | у три епизоде                       |
| 1999.                                |                          |               | Свити                   | у једној епизоди                    |
| 2002—2007                            | Ким Опаснић              |               | саму себе               | извођач песме                       |
| 2002.                                |                          |               | гост                    |                                     |
| 2002.                                |                          |               | музички гост            | извођач песме AM to PM              |
| 2004.                                |                          |               | саму себе               | у једној епизоди                    |
| 2007.                                | Снегуљица                |               | Ангела Морено           |                                     |
| 2007.                                | Смолвил                  |               | Рејчел Дејвенпорт       | у једној епизоди                    |
| 2010.                                | Божићни купидон          |               | Слоејн                  |                                     |
| 2010.                                | Упознајте Браунове       |               | Клаудија                | у две епизоде                       |
| 2010—2019                            | Породични човек          |               | Естер (глас)            | у осам епизода                      |
| 2011.                                | Место злочина: Лас Вегас |               | Сидни Престон           | у једној епизоди                    |
| 2012.                                | Надарени човек           |               | Шаун Бакер              | у једној епизоди                    |
| 2013.                                |                          |               | саму себе               |                                     |
| 2013.                                |                          |               | Сал                     |                                     |
| 2013.                                | Плес са звездама         |               | саму себе               | у 17. сезони                        |
| 2015.                                |                          |               | Лилијана                | у шест епизода                      |
| 2015.                                | Дора и пријатељи         |               | сирена                  | у једној епизоди                    |
| 2015—2016                            |                          |               | саму себе               | Кристинин шоу, екслузивни продуцент |
| 2015—2016                            | Млади деда               |               | Ванеса                  | у двадесет и две епизоде            |
| 2016.                                |                          |               | Магента                 | ТВ филм                             |
| 2017.                                |                          |               | саму себе               | гост                                |
| 2017.                                |                          |               | саму себе/судија        | ТВ серија                           |
| 2018.                                | Сећања на Божић          |               | Ноел                    | ТВ филм                             |
| 2018.                                | Висок и чврст            |               | Брит                    | ТВ филм                             |
| 2019.                                |                          |               | Кристин Паркс           | главна улога у 2. сезони            |
| 2019.                                |                          |               | Де'Адриа                | понављајућа улога                   |

### Видео игре
| Година | Назив                      | Улога           |
| ------ | -------------------------- | --------------- |
| 2003   | Def Jam Vendetta           | Анђела Родригез |
| 2008   | Need for Speed: Undercover | Кармен Мендез   |

## Награде и номинације
| Година | Награда | Резултат   |
| ------ | --- | ---------- |
| 2004   | Награда по избору тинејџера за омиљену глумицу у комедији                                                        | Номинација |
| 2004   | Награда по избору тинејџера за омиљену хемију на филму (са Ником Кеноном)                                        | Номинација |
| 2004   | Награда по избору тинејџера за најлепши пољубац (са Ником Кеноном)                                               | Номинација |
| 2005   | Награда по избору тинејџера за најзгоднију девојку                                                               | Номинација |
| 2005   | Награда по избору тинејџера за омиљеног уметника (од музике до филма)                                            | Номинација |
| 2005   | Бет награда за изванредну споредну глумицу у филму заБуди кул                                                    | Номинација |
| 2005   | Награда Греми за најбољи савремени р'н'б албум за It's About Time                                                | Номинација |
| 2005   | Награда Греми за најбољу реп/вокалну сарадњу за Dip It Low (са Фаболоусом)                                       | Номинација |
| 2005   | Реинг награда за изванредна достигнућа                                                                           | Освојено   |
| 2005   | Грувволт музичка и фешн награда за најбољи перформанс жене, за песму Dip It Low                                  | Номинација |
| 2005   | Денс музичка награда за најбољу ритам и блуз/денс песму, за Dip It Low                                           | Номинација |
| 2006   | Награда Озон за најбољу ритам и блуз певачицу                                                                    | Освојено   |
| 2008   | Награда Имаџен за најбољу глумицу, за улогу у филму Снегуљица                                                    | Освојено   |
| 2013   | Еми за програм у ударном термину за најбољи такмичарски ријалити, за The Voice                                   | Освојено   |
| 2014   | Акапулко црни филмски фестивал, награда по избору критичара за најбољи глумачки ансамбл, за улогу у филму Пртљаг | Номинација |